# Люси (Мозель)
Люси́ (фр. Lucy) — коммуна во французском департаменте Мозель региона Лотарингия. Относится к кантону Дельм.

## Географическое положение
Люси расположен в 30 км к юго-востоку от Меца. Соседние коммуны: Бодрекур на севере, Шенуа на северо-востоке, Фремери и Орон на юге, Превокур и Бакур на юго-западе, Морвиль-сюр-Нье на северо-западе.

## История
- Название произошло от латинского Lucius.
- Коммуна бывшего герцогства Лотарингия, зависимая от Аманса.
- Сильный сеньорат в XV веке.
- В 1430 году Ферри де Люси заключил мирное соглашение с епископатом Меца.
- В Люси располагалась гильдия ткачей Аманса.

## Демография
По переписи 2008 года в коммуне проживало 206 человек.

## Достопримечательности
- Церковь Нотр-Дам, XVIII века.